# شبينغتون (باكينجهامشير)
شبينغتون (بالإنجليزية: Shabbington)‏ هي قرية و أبرشية مدنية تقع في المملكة المتحدة في إنجلترا.  يقدر عدد سكانها بـ 486 نسمة .